# Hydraena phallica
Hydraena phallica är en skalbaggsart som beskrevs av Armand D'Orchymont 1930. Hydraena phallica ingår i släktet Hydraena och familjen vattenbrynsbaggar. Inga underarter finns listade i Catalogue of Life.